# USA Hockey Arena
La USA Hockey Arena (auparavant Compuware Sports Arena puis Compuware Arena) est une salle omnisports située au 14900 Beck Road à Plymouth Township près de Détroit dans le Michigan. 
Depuis 1997, c'est la patinoire des Whalers de Plymouth de la Ligue de hockey de l'Ontario. C'est aussi le terrain du Detroit Ignition de la MISL depuis 2006. Auparavant, la Compuware Sports Arena était le domicile des Detroit Rockers de la National Professional Soccer League II durant leur dernière saison en 2000-2001. La salle est parfois la patinoire des Catholic Central High School Shamrock. Sa capacité est de 3 807 places assises mais elle peut accueillir jusqu'à 4 500 spectateurs au total.

## Événements
- TNA Bound for Glory, 22 octobre 2006 (4 400 spectateurs)
- Championnat de hockey sur glace de la Michigan High School Athletic Association
- Championnat du monde de hockey sur glace féminin 2017